# Dieter Perlwitz
Dieter Perlwitz (* 5. Oktober 1930 in Cottbus; † 3. September 2019) war ein deutscher Schauspieler und Regisseur.

## Leben
Ursprünglich hatte Dieter Perlwitz den Wunsch Tierarzt zu werden. Um sich diesen Wunsch zu erfüllen, begann er 1950 als Landwirtschaftsgehilfe, absolvierte von 1947 bis 1949 eine Landwirtschaftslehre und besuchte von 1949 bis 1950 eine landwirtschaftliche Fachschule in Halle (Saale). Hier wirkte er bereits in einer Laienspielgruppe, mit der er 1950 zum Deutschlandtreffen der Jugend nach Berlin delegiert wurde. Während eines Spaziergangs in der Straße Unter den Linden  entdeckte er das DEFA-Nachwuchsstudio für Bühne und Film (seit 1951 Staatliche Schauspielschule Berlin), ging hinein, durfte sogleich eine Rolle vorsprechen und wurde als einziger von 17 Prüflingen zur Ausbildung angenommen, die er 1953 erfolgreich beendete. 
Anschließend hatte Dieter Perlwitz ein Engagement am Theater der jungen Garde in Halle (Saale), wechselte 1955 an das Hans Otto Theater nach Potsdam, um von 1957 bis 1959 am Maxim-Gorki-Theater in Berlin zu arbeiten. Die nächsten fünf Jahre war er Mitglied des Schauspielerensembles des DEFA-Studios für Spielfilme, für das er aber bereits zuvor und auch anschließend zahlreiche Filmrollen übernahm. Von 1964 bis 1974 war er als Regisseur, Schauspieler und Leiter des Fernsehtheaters Moritzburg des Deutschen Fernsehfunks bzw. Fernsehens der DDR in Halle (Saale) tätig. Für die kleineren Zuschauer wurde er durch seine Rolle als Kapitän Hein Pöttgen bekannt, als der er immer wiederkehrend in der DFF-Sendung Unser Sandmännchen auftrat. 
Von 1975 bis 1978 war Dieter Perlwitz Oberspielleiter und Schauspieler am Theater der Jungen Garde in Halle/Saale und am Theater Greifswald. Von 1978 bis 1996 war er freischaffender Schauspieler und Regisseur und übernahm von 1986 bis 1988 die Direktion des Potsdamer Kabaretts am Obelisk.
Dieter Perlwitz war Mitglied der Deutschen Filmakademie.
Dieter Perlwitz war verheiratet mit der promovierten Ärztin Roswitha Perlwitz (1942 bis 2012).

## Filmografie
- 1952: Das verurteilte Dorf
- 1953: Anna Susanna
- 1954: Gefährliche Fracht
- 1954: Das geheimnisvolle Wrack
- 1957: Schlösser und Katen
- 1957: Spur in die Nacht
- 1957: Vergeßt mir meine Traudel nicht
- 1957: Polonia-Express
- 1958: Sie kannten sich alle
- 1959: Die Premiere fällt aus
- 1959: Im Sonderauftrag
- 1959: Der kleine Kuno
- 1959: Eine alte Liebe
- 1960: Seilergasse 8
- 1960: Der Moorhund
- 1960: Kein Ärger mit Cleopatra
- 1960/2014: Sommerwege
- 1961: Fernsehpitaval: Der Fall Denke (Fernsehreihe)
- 1961: Ein Sommertag macht keine Liebe
- 1962: Die Igelfreundschaft
- 1962: Fernsehpitaval: Auf der Flucht erschossen
- 1962: Die Nacht an der Autobahn (Fernsehfilm)
- 1963: For Eyes Only
- 1966: Spur der Steine
- 1966: Pierre und Isabel (Fernsehtheater Moritzburg)
- 1967: Joi, Mama (Fernsehtheater Moritzburg)
- 1967: Rote Bergsteiger (Fernsehserie)
- 1968: Aufenthalt (Fernsehtheater Moritzburg)
- 1968: Hänschen in der Grube (Fernsehtheater Moritzburg)
- 1969: Ungewöhnlicher Ausflug (Fernsehtheater Moritzburg)
- 1970: Dialog im Krankenzimmer (Fernsehtheater Moritzburg)
- 1973: Letzte Nachrichten (Fernsehtheater Moritzburg)
- 1988: Polizeiruf 110: Eine unruhige Nacht
- 1988: Die Entfernung zwischen dir und mir und ihr
- 1989: Die ehrbaren Fünf (Fernsehfilm)
- 1990: Polizeiruf 110: Tod durch elektrischen Strom
- 1991: Polizeiruf 110: Zerstörte Hoffnung

## Theater

### Regie
- 1963: Bernhard Seeger: Herbstrauch – (Arbeitertheater Teltow)
- 1974: Hans-Albert Pederzani: Der kleine Trompeter – (Theater der jungen Garde Halle (Saale))
- 1974: Friedrich Wolf: Der arme Konrad – Regie mit Renate Petzold (Theater der jungen Garde Halle (Saale))
- 1976: Alexander Gelman: Protokoll einer Sitzung (Theater Greifswald)

### Schauspieler
- 1955: Friedrich Wolf: Das trojanische Pferd – Regie: Siegfried Menzel (Theater der jungen Garde Halle (Saale))
- 1958: Alfred Matusche: Nacktes Gras (Soldat Hansrück) – Regie: Hans Dieter Mäde (Maxim-Gorki-Theater Berlin)

## Hörspiele
- 1959: Anton Tschechow: Onkel Wanja (Arbeiter) – Regie: Herwart Grosse (Rundfunk der DDR)

## Synchronisationen
Nach eigenen Angaben sprach Dieter Perlwitz über 200 Synchronrollen.
| Film                                  | Jahr | Rolle | Darsteller             |
| ------------------------------------- | ---- | ----- | ---------------------- |
| Die Abenteuer des gestiefelten Katers | 1958 | Wanja | Wjatscheslaw Scharikow |

## Auszeichnungen
- 1963: 2. Preis für künstlerisches Volksschaffen als Leiter des Arbeitertheaters Teltow[4]